# Tête de Valpelline
Le tête de Valpelline, culminant à 3 798 m, est une montagne du Alpes pennines à la frontière entre la Suisse et l'Italie. Le sommet se trouve entre la tête Blanche et la dent d'Hérens.
Il surplombe la Valpelline du côté italien, et la vallée de Zermatt (ou Mattertal en allemand) du côté suisse.
L'ascension du côté valdôtain commence d'habitude du refuge Aoste.